# Hideki Uchidate
Hideki Uchidate (内舘 秀樹?, Uchidate Hideki; Prefettura di Saitama, 15 gennaio 1974) è un ex calciatore giapponese, di ruolo difensore.